# Jeff Heuerman
Jeff Heuerman (Naples, 2 marzo 1992) è un giocatore di football americano statunitense che milita nel ruolo di tight end nella National Football League (NFL).

## Biografia

### Denver Broncos
Dopo avere giocato al college a football ad Ohio State dove vinse il campionato NCAA nel 2014, Heuerman fu scelto nel corso del terzo giro (92º assoluto) del Draft NFL 2015 dai Denver Broncos. Il 9 maggio 2015 si ruppe il legamento crociato anteriore, perdendo tutta la sua prima stagione.

## Palmarès

### Franchigia
- Super Bowl : 1

Denver Broncos: 50
- American Football Conference Championship: 1

Denver Broncos: 2015
- Campione NCAA: 1

Ohio State Buckeyes: 2014